# Mesotaeniaceae
Mesotaeniaceae, biljna porodica parožina (Charophyta), dio reda Zygnematales. Postoji oko 90 vrsta u 10 rodova.

## Rodovi
1. Ancylonema Berggren
2. Cylindrocystis Meneghini ex De Bary
3. Geniculus Prescott
4. Mesotaenium Nägeli
5. Netrium (Nägeli) Itzigsohn & Rothe
6. Nucleotaenium Gontcharov & Melkonian
7. Planotaenium (Ohtani) Petlovany & Palamar-Mordvintseva
8. Roya West & G.S.West
9. Spirotaenia Brébisson
10. Tortitaenia Brook